# Dosyteusz II (patriarcha Jerozolimy)
Dosyteusz II (ur. 1641, zm. 1707) – prawosławny patriarcha Jerozolimy w latach 1669–1707.